# میمون‌های فضایی ۲
میمون‌های فضایی ۲ (به انگلیسی: Space Chimps 2) یک فیلم پویانمایی رایانه‌ای علمی تخیلی آمریکایی محصول سال ۲۰۱۰ است. این فیلم دنباله‌ای بر میمون‌های فضایی (۲۰۰۸) محسوب می‌شود، این فیلم انیمیشن به کارگردانی و تهیه کنندگی جان اچ. ویلیامز و نویسندگی راب مورلند ساخته شده‌است.

## داستان
در ادامه قسمت قبل و از آنجایی که پدر بزرگ “هام” اولین میمون فضا نورد جهان بوده است تصمیم می‌گیرد “هام” را به همراه ۲ میمون دیگر به فضا بفرستد، میمون ها باید با یک موشک فضایی به سمت کهکشان حرکت کنند ولی هیچ کدام آن ها تجربه و آمادگی این کار را ندارند…

## انتشار
توزیع کنندگان فیلم را در ۲۸ می ۲۰۱۰ در سینماهای بریتانیا منتشر کردند، در حالی که فاکس قرن بیستم آن را در ۵ اکتبر ۲۰۱۰ در ایالات متحده منتشر کرد. این فیلم ۲ ۴٬۱۲۴٬۵۱۸ دلار فروخت.

## پاسخ انتقادی
این فیلم دارای امتیاز ۰٪ در جمع‌آوری نقد راتن تومیتوز بر اساس ۸ نقد و میانگین امتیاز ۲٫۳ از ۱۰ است.